# Third World (groupe)
Pour les articles homonymes, voir Third World (homonymie).
Third World est un groupe de reggae formé en 1973 par Stephen 'Cat' Coore à la guitare et Michael 'Ibo' Cooper aux claviers, qui venaient de quitter Inner Circle.

## Biographie

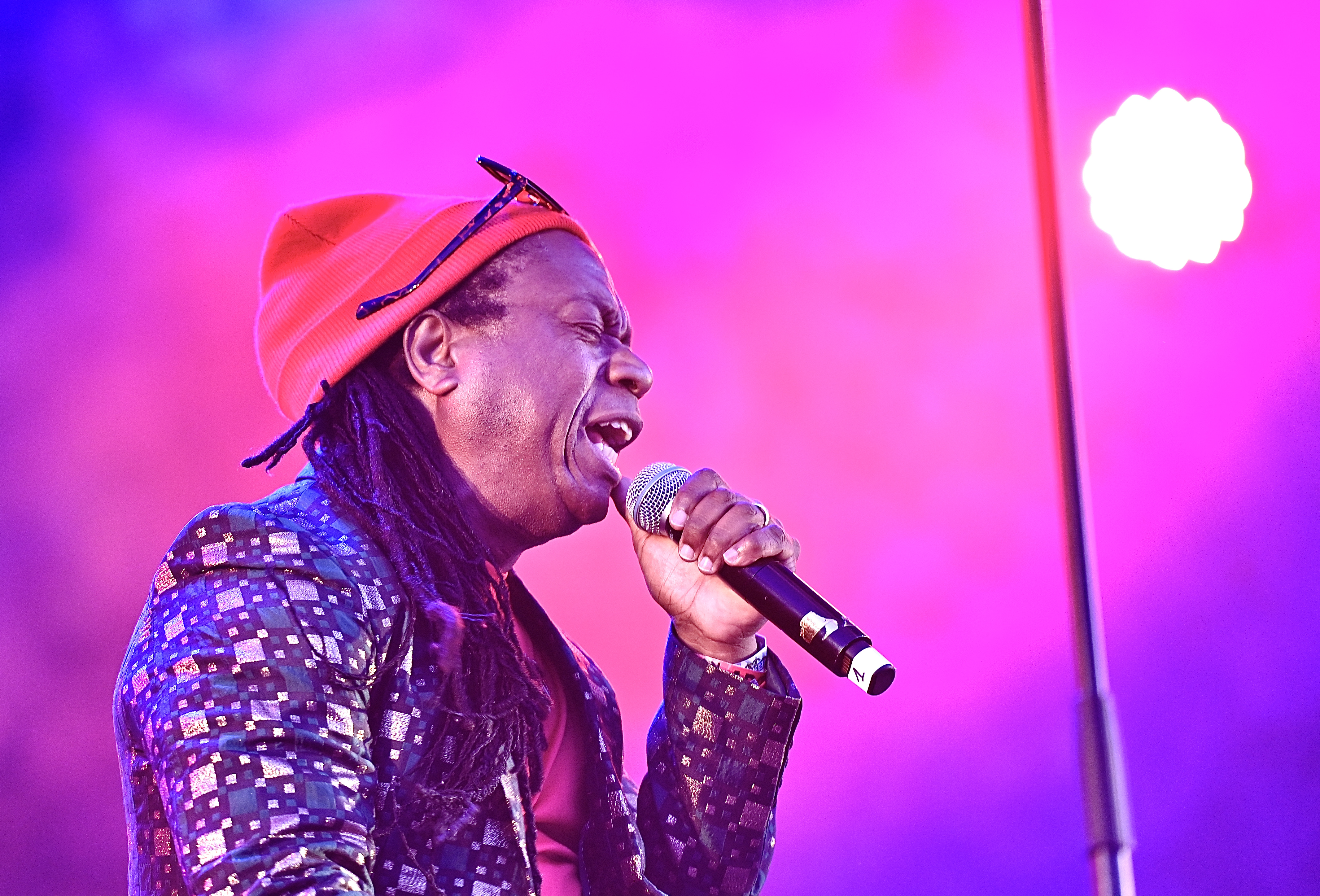
Third World en concert à Reggae Geel, Belgique, 2022.

Le groupe attire rapidement l'attention du public par ses prestations live de haut niveau (notamment en première partie de Bob Marley lors de sa tournée internationale de 1975). En effet, à l'instar de Bob Marley & the Wailers et contrairement à de nombreux groupes jamaïcains des années 70, Third World est un vrai groupe de musique tandis que la plupart étaient simplement des chanteurs se faisant accompagner par des musiciens de studio "partagés" entre différents groupes et qui faisaient rarement des concerts.
Third World est aussi connu pour avoir proposé un reggae "savant", virtuose, très travaillé et donc assez éloigné du son roots de l'époque, mais aussi pour avoir introduit dans sa musique des rythmes moins connus comme la Soca. Le tout apparaît aussi bien dans certains morceaux studio durant plus de 5 minutes, que sur scène avec de nombreux passages improvisés et divers solos. À la base de ce style, très probablement le fait que les deux membres fondateurs du groupe "Cat" Coore (guitariste, originellement violoncelliste) et "Ibo" Cooper (claviériste) ont tous les deux reçu une formation de musique classique.
Le premier album éponyme du groupe sort en 1976 et rencontre un beau succès. Mais c’est incontestablement avec le second album 96 degrees in the shade (1977) que Third World rentre dans l’histoire du reggae avec des titres comme Jah Glory et 1865 (96 degrees in the shade). Suivront rapidement les albums Journey to Addis (1978) et Arise in Harmony (1979).
En 1980, le documentariste Jérôme Laperrousaz réalise un film sur le groupe : Third World prisonnier de la rue (« Third World » (présentation de l'œuvre), sur l'Internet Movie Database).
En 1998,le groupe collabore avec Shaggy et Bounty Killer pour la chanson Reggae Party.
En 2002, la chanson Reggae Ambassador est intégrée à la bande originale du film Ali G de, et avec Sacha Baron Cohen.
En 2003, on retrouve Third World et Pierpoljak sur le titre Attention du grand DJ et chanteur jamaïcain U-Roy.
À la suite du décès de Bunny Rugs en 2014, le chanteur principal du groupe est désormais A.J. Brown.

## Discographie

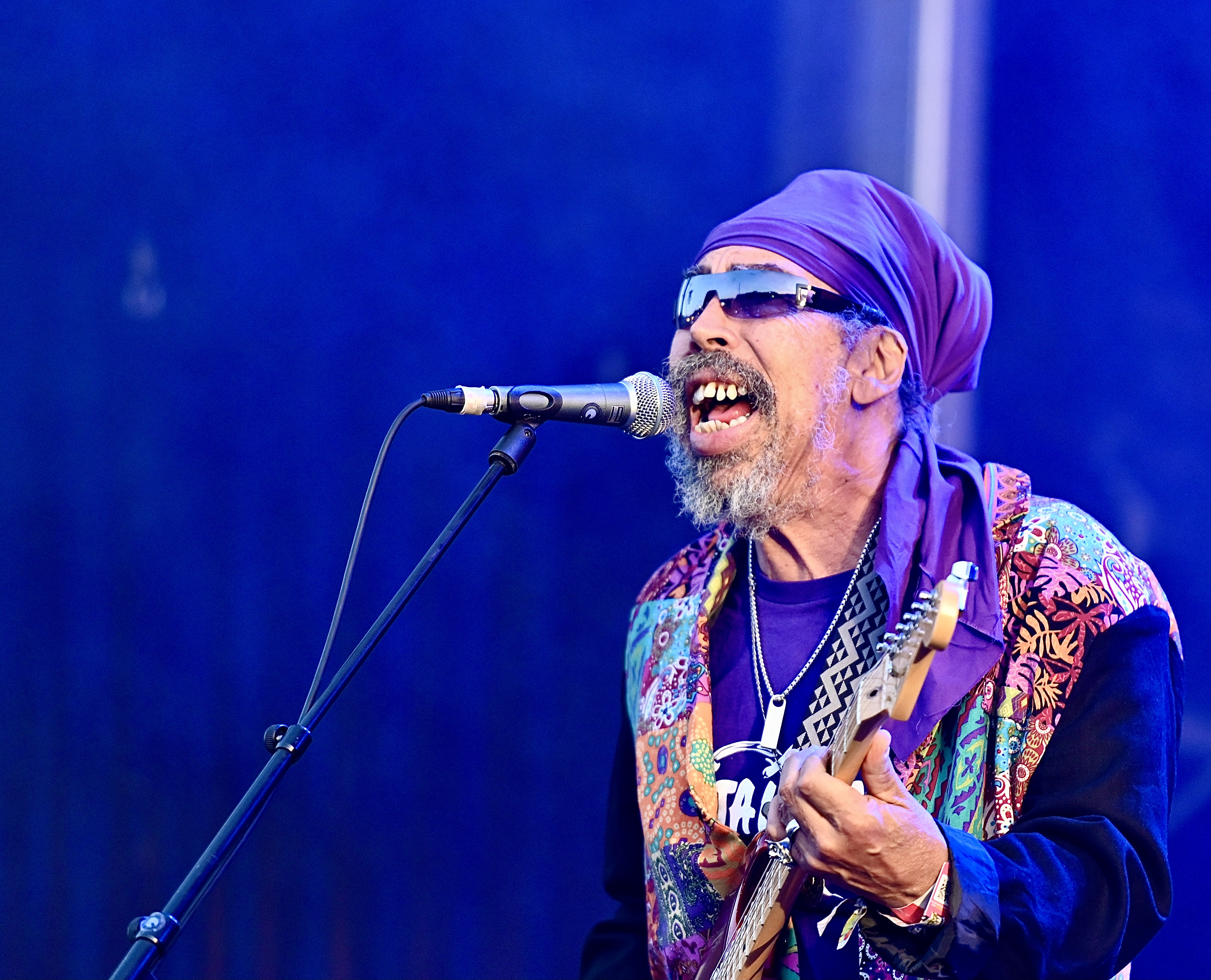
Stephen "Cat" Coore de Third World en concert au Reggae Geel, Belgique, 2022.

### Studio
- 1976 - Third World, Island Records
- 1977 - 96 Degrees In The Shade, Island
- 1978 - Journey To Addis, Island
- 1979 - The Story's Been Told, Island
- 1980 - Arise In Harmony, Island
- 1981 - Rock The World, CBS Records
- 1982 - You've Got The Power, CBS
- 1983 - All The Way Strong, CBS
- 1985 - Sense Of Purpose, CBS
- 1987 - Hold on to Love, CBS
- 1989 - Serious Business, Mercury Records
- 1991 - Committed, Mercury
- 1994 - Live It Up, Bud Music
- 1999 - Generation Coming, Déclic Communication
- 2003 - Ain't Giving Up, Shanachie Records
- 2004 - Riddim Haffa Rule, Music Avenue
- 2005 - Black, Gold And Green, Nocturne
- 2010 - Patriots, Third World Music Group
- 2014 - Under The Magic Sun, Cleopatra
- 2019 - More Work to be Done, Ghetto Youths International

### En public
- 1980 - Prisoner In The Street, Island
- 1982 - Dedicated To Stevie Wonder, Buccaneer
- 2001 - Third World Live, Tabou 1
- 2002 - Live in Hawaii & Jamaica, Tabou 1
- 2007 - Music Hall in Concert, Membran Music

### Compilations
- 1984 - Reggae Greats, Island
- 1993 - Reggae Ambassadors, Chronicles
- 1993 - The Best of Third World, Sony
- 2001 - 25th Anniversary, BMG
- 2004 - Now That We've Found Love, Charly Records
- 2006 - Tuff Mi Tuff, Noble Price
- 2007 - The Best of Third World: The Millennium Collection, Island